# Pavencul
Pavencul es una localidad del estado mexicano de Chiapas. Es parte del municipio de Tapachula.

## Demografía
| Gráfica de evolución demográfica |
|                                  |

| Censo | Población |
| ----- | --------- |
| 1910  | 744       |
| 1921  | 92        |
| 1930  | 906       |
| 1940  | 1 415     |
| 1950  | —         |
| 1960  | 1 640     |
| 1970  | 1 240     |
| 1980  | 1 741     |
| 1990  | 537       |
| 2000  | 848       |
| 2010  | 1 039     |
| 2020  | 1 087     |